# Georgschacht (Niederhermsdorf)
Der Georgschacht war eine Steinkohlengrube des Königlichen Steinkohlenwerkes Zauckerode. Der Schacht lag im westlichen Teil der Steinkohlenlagerstätte des Döhlener Beckens auf Niederhermsdorfer Flur.

## Geschichte
Der bei 234,61 m NN angesetzte Schacht wurde 1848 bis auf eine Teufe von 75,60 Metern niedergebracht. Ab einer Teufe von 56,00 Metern wurde das 1. Flöz mit einer Mächtigkeit von 1,40 Metern, bei 61,00 Metern das 2. Flöz mit einer Mächtigkeit von 0,20 Metern und bei 74,00 Metern das 3. Flöz mit einer Mächtigkeit von 0,60 Metern durchteuft. Über einen Querschlag hatte der Schacht Verbindung mit dem Tiefen Weißeritzstolln. Später wurde der Schacht bis auf eine Teufe von 124,00 Meter niedergebracht und über einen 370 Meter langen Querschlag mit dem Tiefen Elbstolln verbunden.
Er war ein ausziehender Schacht, in dem der natürliche Wetterstrom im Sommer durch das Einhängen von Feuerkübeln unterstützt wurde. Mit dem tiefer rücken der Abbaue nahmen die Wetterprobleme im Revier des Albertschachtes zu. Um dem abzuhelfen, wurde der Schachtkopf des Georgschachtes auf 11 Metern in Mauerung gesetzt und eine steinerne Kaue errichtet. Er erhielt jetzt einen Wetterofen. Weiterhin diente der Schacht auch der Notfahrung.
Nach der Einstellung des Bergbaus im Albertschächter Feld im Jahr 1922 wurde der Schacht bis zur Sohle des Weißeritzstollns verfüllt. Darüber blieb er offen und fungierte weiterhin als Wetterschacht. 
Im Rahmen der Arbeitsbeschaffungsmaßnahmen im Dritten Reich wurde vom Schacht aus ein westlich vom Albert Schacht liegendes Restfeld untersucht. Mit der Aufwältigung des Lichtloches 21 des Weißeritzstolln ab dem 15. Februar 1935, diente der Schacht wieder als Wetterschacht und als Fluchtweg. Auch nach der Einstellung des Grubenbetriebes im Lichtloch 21 (Schachtanlage Niederhermsdorf) am 28. Januar 1952, blieb der Schacht weiterhin in Betrieb. Nach der Einstellung des Bergbaus im Revier links der Weißeritz wurde der Schacht im August/September 1959 mit einer Betonplatte abgedeckt.
1971 wurde der Schacht durch die Bergsicherung Dresden verfüllt und verwahrt.